# Syngria druidaria
Syngria druidaria är en fjärilsart som beskrevs av Achille Guenée 1852. Syngria druidaria ingår i släktet Syngria och familjen Uraniidae. Inga underarter finns listade i Catalogue of Life.